# Степные дети
«Степные дети» — российский мини-сериал, премьера которого состоялась на «Первом канале» весной 2012 года. В основу фильма положена реальная история. Когда в конце 1990-х годов дети остались на улице, их забрали станичники, однако в жизни, в отличие от кинематографической версии, местные жители сразу отказались отдавать «приёмышей» обратно государству.
Слоган фильма: «Когда нечего терять, жизнь прекрасна…».

## Сюжет
Как отмечено в титрах, история, рассказанная в фильме, основана на реальных событиях, произошедших в 1999 году на Юге России.
События разворачиваются в посёлке Степной, где находится Детский Дом для подростков. Во время грозы ветхое здание разваливается, и директор Климов обращается в районную администрацию с просьбой о помощи. Чиновники предлагают раскидать оставшихся без крова ребятишек по другим детдомам, однако Климова этот вариант не устраивает.
Вскоре на общем сходе станичников принимается другое решение: временно, пока идёт восстановление стен и кровли, детдомовцев примут в свои семьи местные жители. Так начинается процесс взаимной «притирки», и каждой из сторон потребуется немало времени и душевных сил, чтобы даже самые недоверчивые поняли: чужих детей не бывает.
В конце фильма районная администрация выносит окончательный вердикт: Детский Дом восстановлению не подлежит, утром все воспитанники должны быть вывезены из посёлка и распределены по другим учреждениям. Климов вынужден подчиниться. Однако на пути выезжающего из Степного автобуса возникает неожиданное препятствие в виде очередного стихийного схода. Станичники выходят прямо на дорогу, а атаман от лица всех односельчан задаёт Климову жесткий вопрос: «Ты зачем наших детей увез?».

## В ролях
- Роман Курцын — Вадим Тарасов, детдомовец
- Алексей Литвиненко — Захар Зимин, детдомовец
- Станислав Сальников — Климов, директор детского дома
- Александр Робак — Фадеев, владелец магазина
- Мария Машкова — Полина, продавщица
- Константин Юшкевич — Игнат, инженер
- Михаил Евланов — жених Полины
- Анна Лутцева — жена Фадеева
- Евгения Осипова — Мария Лаврова
- Елизавета Бирюкова — Катя
- Евгений Никитин — Красноруцкий, атаман
- Алиса Богарт — Анна Красноруцкая, жена атамана
- Инесса Чиркина — дочь атамана
- Роман Македонский — Ванька Головин, детдомовец
- Александр Новин — Петро
- Михаил Стародубов — завхоз
- Анна Гуляренко — повариха
- Константин Котляров — следователь
- Александр Андриенко — чиновник районной администрации
- Артём Кобзев — Ковалёв, бандит

## Съёмочная группа
- Режиссёр — Дмитрий Черкасов
- Автор сценария — Вячеслав Рогожкин
- Оператор — Владимир Башта
- Композитор — Иван Бурляев
- Продюсеры — Наталия Серова, Дмитрий Белосохов, Александр Асрибеков